# Venus' fødsel (Botticelli)
 For alternative betydninger, se Venus' fødsel. (Se også artikler, som begynder med Venus' fødsel)
Venus' fødsel (på italiensk: Nascita di Venere) er et temperamaleri, som blev malet i ca. 1486 af den italienske maler Sandro Botticelli. Billedet er også kendt under navnet Den skumfødte Venus.
Maleriet er inspireret af den græsk-romerske myte om Venus' fødsel. I den græske mytologi kendes Venus som Afrodite ”den skumfødte” eller Anadyomene ”den af havet opstegne”.
Maleriet læses fra venstre til højre: Vestenvinden Zefyr omfavnet af Flora, blæser Venus, der står i en muslingeskal (et (gen)fødselssymbol) ind mod kysten. Her modtages hun af forårets gudinde, der bærer blomster og myrter på sin dragt, og bliver til sidst iført en sømmelig, blomstersmykket kåbe.
Maleriet kan se på Uffizi i Firenze.